# Station Zaandijk Zaanse Schans
Station Zaandijk Zaanse Schans (voorheen station Koog-Zaandijk) is een treinstation precies op de dorpsgrens van Zaandijk en Koog aan de Zaan in de gemeente Zaanstad en is gelegen in de provincie Noord-Holland, aan de spoorlijn van Amsterdam naar Uitgeest en Alkmaar. Het station wordt bediend door NS.
Het ligt op de grens van vier Zaanse wijken: Oud-Zaandijk, Rooswijk (ook Zaandijk, voornamelijk recentere bouw), Oud-Koog aan de Zaan en Westerkoog. Toch bedient het station voornamelijk de wijken van Zaandijk en het noordelijke deel van Oud-Koog aan de Zaan, aangezien inwoners van het zuidelijke deel van oud-Koog aan de Zaan en Westerkoog bij station Koog aan de Zaan wonen.
Het station bestaat uit twee perronsporen en in het midden een broodjeszaak, ook is het station voorzien van stickers van "De Zaanse Schans", aangezien er dagelijks veel toeristen met het openbaar vervoer naar de Zaanse Schans komen.

## Geschiedenis
Het station werd onder de naam station Koog-Zaandijk geopend op 1 november 1867. Het had een stationsgebouw van het type SS Hoogezand. Dit type werd ook gebouwd in Zaandam, Wormerveer en Krommenie-Assendelft. Het gebouw bestond uit een hoofdgebouw met twee zijvleugels.
In 1930 werd een nieuw station gebouwd, eveneens bestaand uit een hoog hoofdgebouw met twee lagere zijvleugels. Tevens was er een goederenoverslagplaats gesitueerd op de plek waar nu een grote parkeerplaats is en een (vanaf 1976) stuk brak terrein aan de Rooswijkse zijde. In 1976 is het station met goederenoverslagplaats gesloopt en ervoor in de plaats kwam een perronoverkapping met een Kiosk erin, een voetgangerstunneltje en een groot parkeerterrein.

### Naamswijziging
Tot 2016 heette het station "Koog-Zaandijk". In 2010 verzocht de gemeente Zaanstad de NS om deze naam en van die van station "Koog Bloemwijk" (tegenwoordig Koog aan de Zaan) te veranderen. Deze namen zouden verwarrend zijn voor toeristen en reizigers die niet bekend zijn met de regio. Toeristen die de Zaanse Schans willen bezoeken zouden zich makkelijk in de twee stations kunnen vergissen. Dit verzoek werd destijds afgewezen. In 2014 deed de gemeente opnieuw een verzoek. Uiteindelijk stemde de NS in juli 2016 in, en voert sinds de 2017-dienstregeling de nieuwe namen.

## Treinen
De volgende treinseries doen in de dienstregeling 2025 station Zaandijk Zaanse Schans aan:
| Serie | Treinsoort    | Route | Bijzonderheden |
| ----- | ------------- | --- | --- |
| 4000  | Sprinter (NS) | Uitgeest – Zaandijk Zaanse Schans – Zaandam – Amsterdam Centraal – Breukelen – Woerden – Gouda – Rotterdam Centraal | |
| 7400  | Sprinter (NS) | Uitgeest – Zaandijk Zaanse Schans – Zaandam – Amsterdam Centraal – Breukelen – Utrecht Centraal – Driebergen-Zeist  | Rijdt alleen tijdens de brede spitsuren, waarbij net na de ochtendspits en net vóór de middagspits enkel tussen Uitgeest en Utrecht Centraal v.v. wordt gereden. |

## Bussen
Tegenover station Zaandijk Zaanse Schans bevindt zich een bushalte waar nachtbuslijn N94 halteert. Daarnaast is ook een overstap mogelijk via de eindhalte van lijn 64 (Oud Heinstraat), die op ongeveer 500 meter lopen ligt.
| Lijn                                                  | Route                                                                                                  | Materieel | Bijzonderheden |
| ----------------------------------------------------- | --- | --------- | -------------- |
| Vervoerder: EBS Concessiegebied: Zaanstreek-Waterland | |           |                |
| N94                                                   | Amsterdam Centraal - Zaandam - Koog aan de Zaan - Zaandijk - Wormerveer - Station Krommenie-Assendelft | Nachtbus  |                |

## Voorzieningen
- Kiosk
- Fietskluizen
- Fietsenstalling
- OV-fiets

## Ontwikkeling aantal reizigers
Het aantal door NS vervoerde reizigers (per gemiddelde werkdag) ontwikkelde zich sedert 2019 als volgt:
| Jaar | Aantal reizigers |
| ---- | ---------------- |
| 2019 | 4.535            |
| 2020 | 1.671            |
| 2021 | 1.666            |
| 2022 | 2.913            |
| 2023 | 3.677            |
| 2024 | 4.126            |

## Afbeeldingen

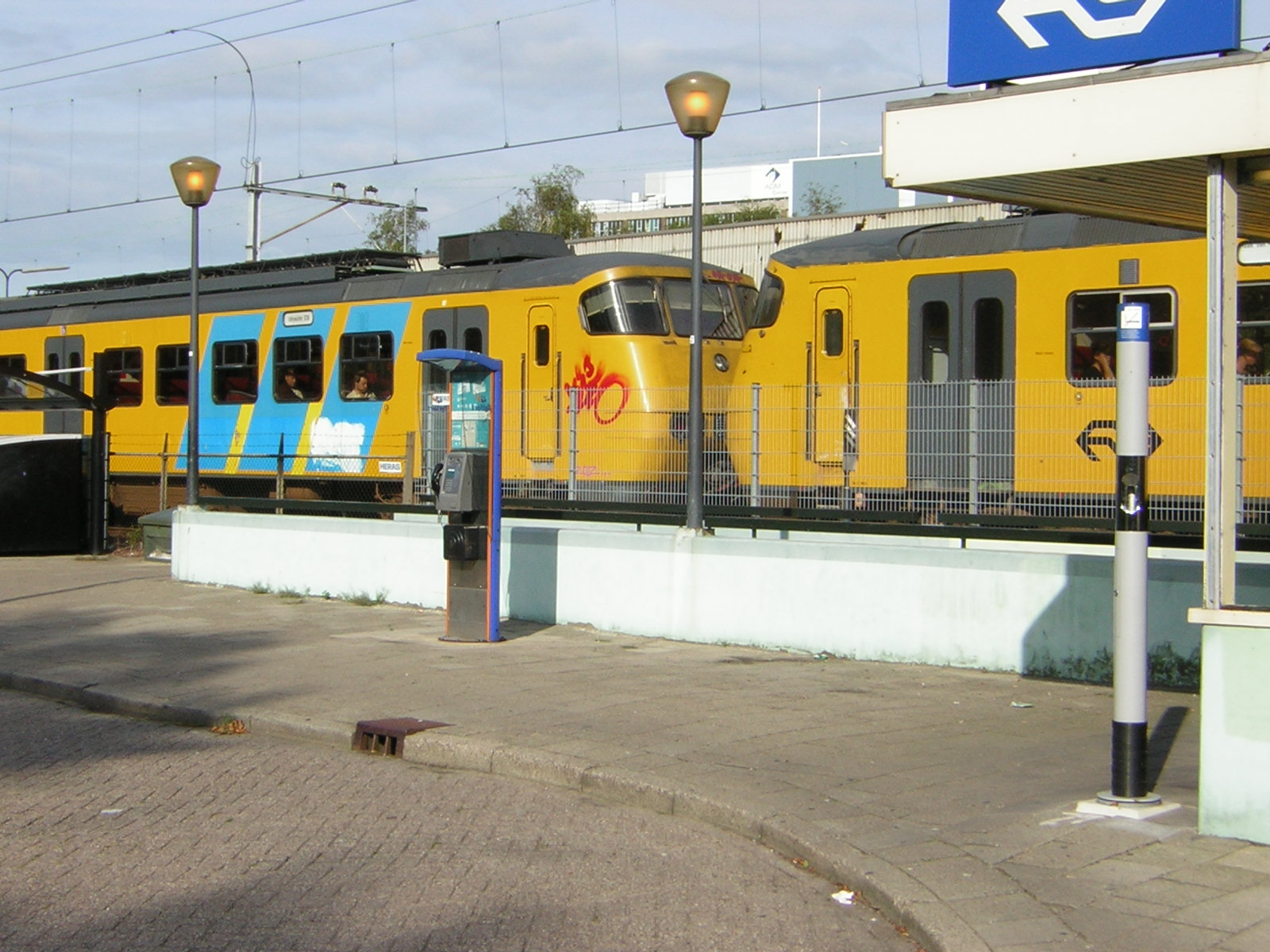
Het station in 2004
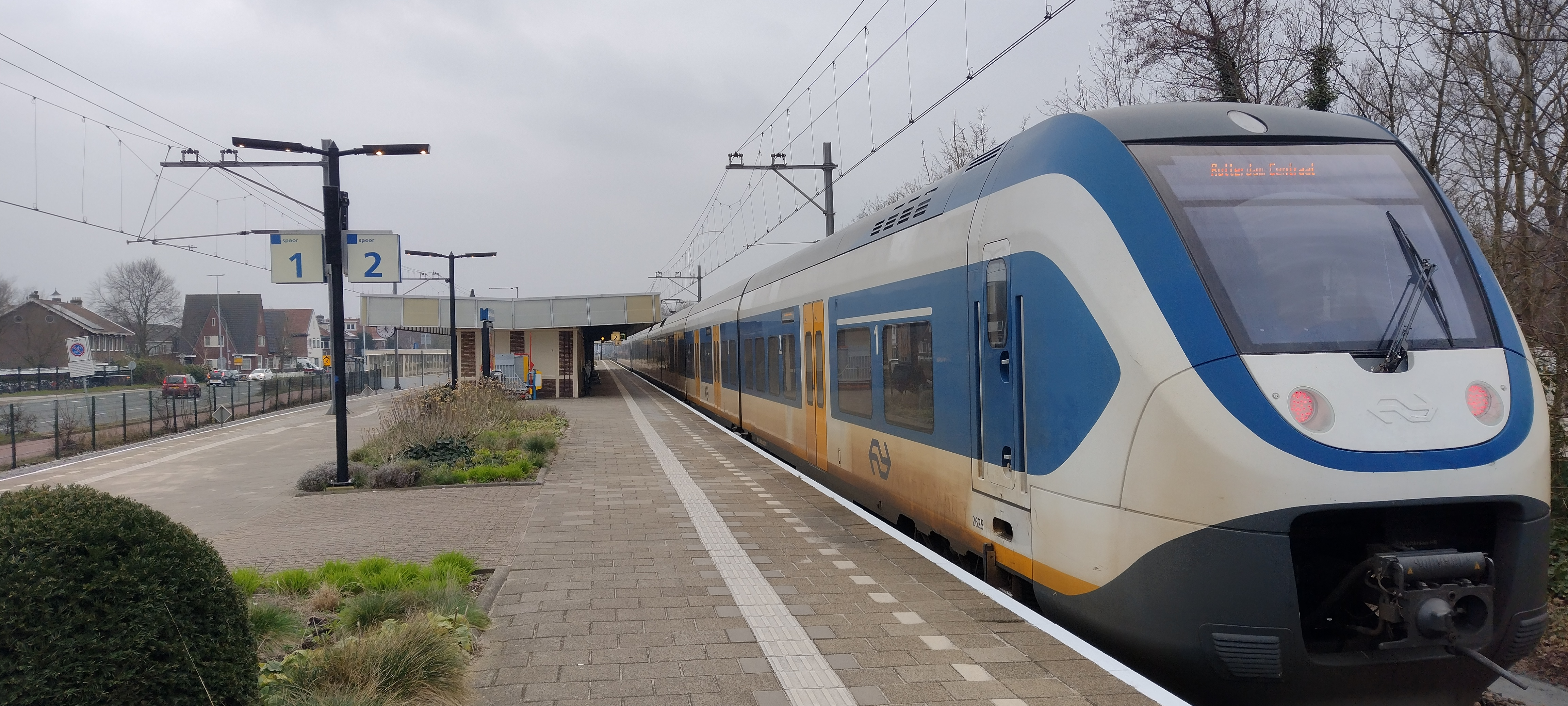
SLT op het station
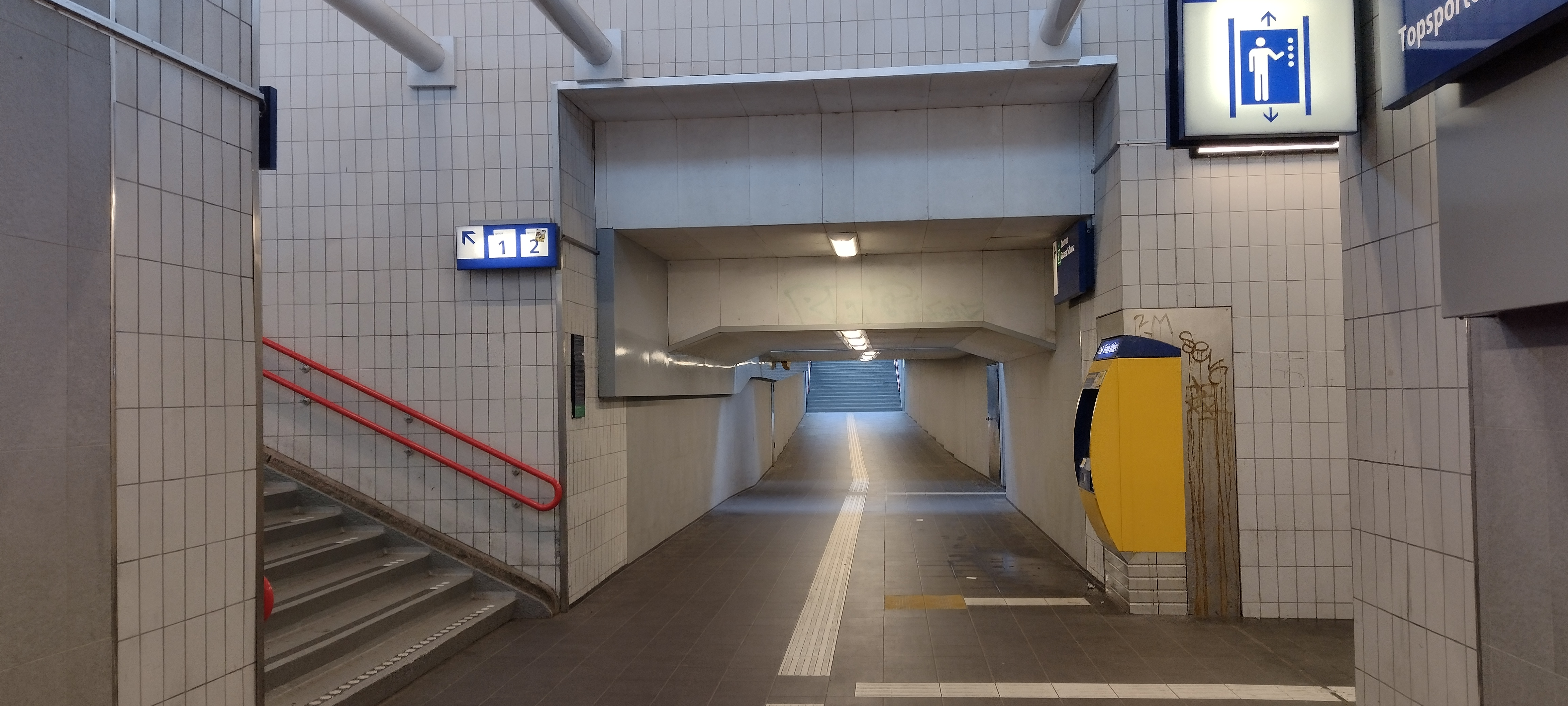
Tunnel onder de sporen
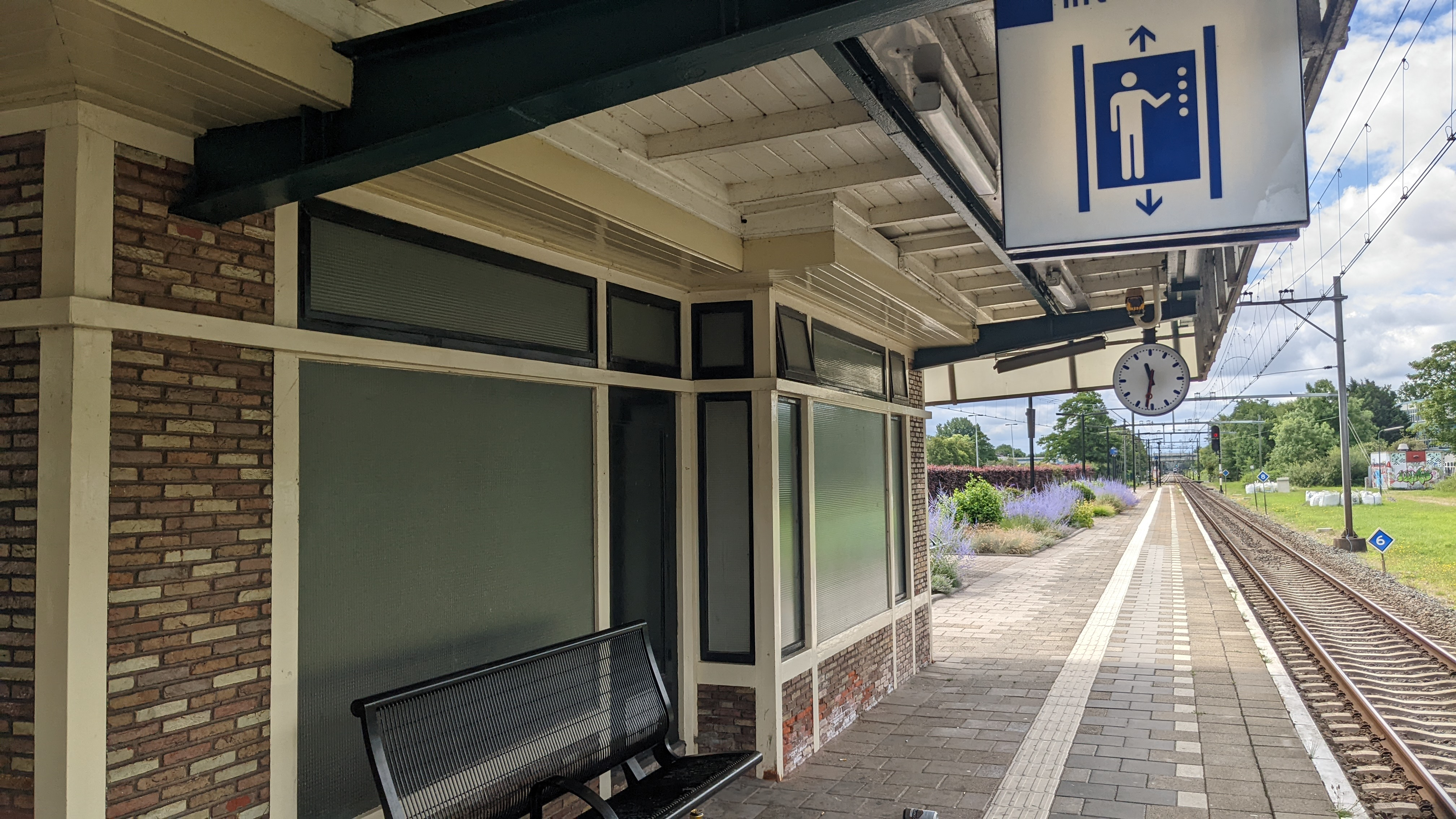
Perron met stationsgebouw